# ریچارد تورپ
ریچارد تورپ (انگلیسی: Richard Thorpe؛ ۲۴ فوریهٔ ۱۸۹۶ – ۱ مهٔ ۱۹۹۱) یک کارگردان اهل ایالات متحده آمریکا بود.

## بخشی از فیلم‌شناسی
- تعلیق مراقبتی (۱۹۳۲)
- فراموش شده (۱۹۳۳)
- ماجراهای هاکلبری فین (۱۹۳۹)
- وایومینگ (۱۹۴۰)
- چالشی برای لسی (۱۹۴۹)
- آیوانهو (۱۹۵۲)
- آتنا (۱۹۵۴)
- راک در زندان (۱۹۵۷)